# HMS Gorgon (1871)
HMS Gorgon був першим кораблем, який увійшов у стрій, із чотирьох брустверних моніторів типу «Сайклопс», побудованих для Королівського флоту в 1870-х роках.

## Конструкція
Кораблі встановлювали чотири 10-дюймові нарізні дульнозарядні гармати в здвоєних гарматних баштах в носовій і кормовій частині надбудови. Гармати могли стріляти як твердими, так і розривними снарядами. Вони були встановлені на лафетах, які використовували гідравлічні домкрати для підняття та опускання гармат.

## Будівництво і кар'єра

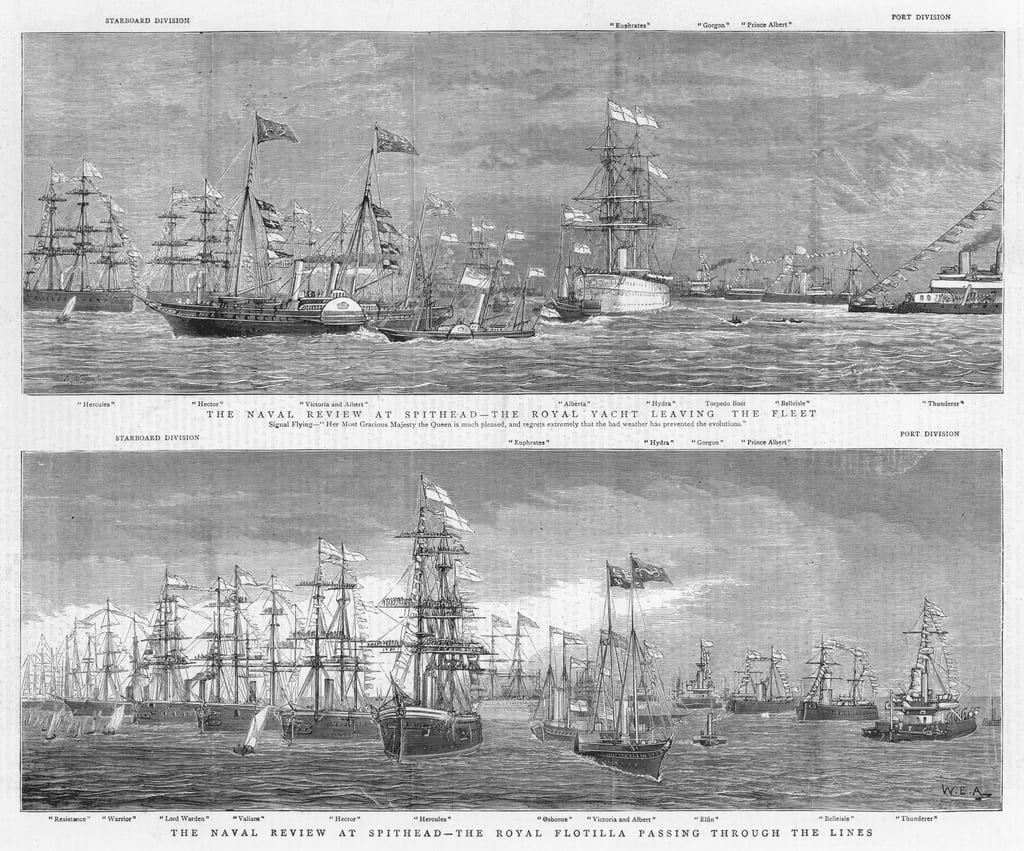
«Горгон» разом з однотипними моніторами представлений на морському параді в Спідхеді у 1878 році.

Разом зі своїми однотипними кораблями «Сайклопс» і «Гекаті», у січні 1902 року його виключили зі складу флоту.  Наступного року його продали на брухт.